# Mbas without borders
MBAs without borders, är en kanadensisk välgörenhetsorganisation som skickar välutbildad personal till utvecklingsområden för att förbättra deras situation.